# Stephen Rowbotham
Stephen Rowbotham (født 11. november 1981 i Swindon, England) er en britisk tidligere roer.
Rowbotham vandt bronze i dobbeltsculler ved OL 2008 i Beijing sammen med Matthew Wells, i en finale hvor australierne David Crawshay og Scott Brennan vandt guld, mens sølvet gik til Tõnu Endrekson og Jüri Jaanson fra Estland. Han deltog også i den britiske dobbeltfirer, der blev nummer fem ved OL 2012 i London.
Rowbotham vandt desuden én VM-medalje, en bronzemedalje i dobbeltsculler i 2006..

## Resultater

### OL-medaljer
- 2008:  Bronze i dobbeltsculler

### VM-medaljer
- VM i roning 2006:  Bronze i dobbeltsculler